# Quyền sống

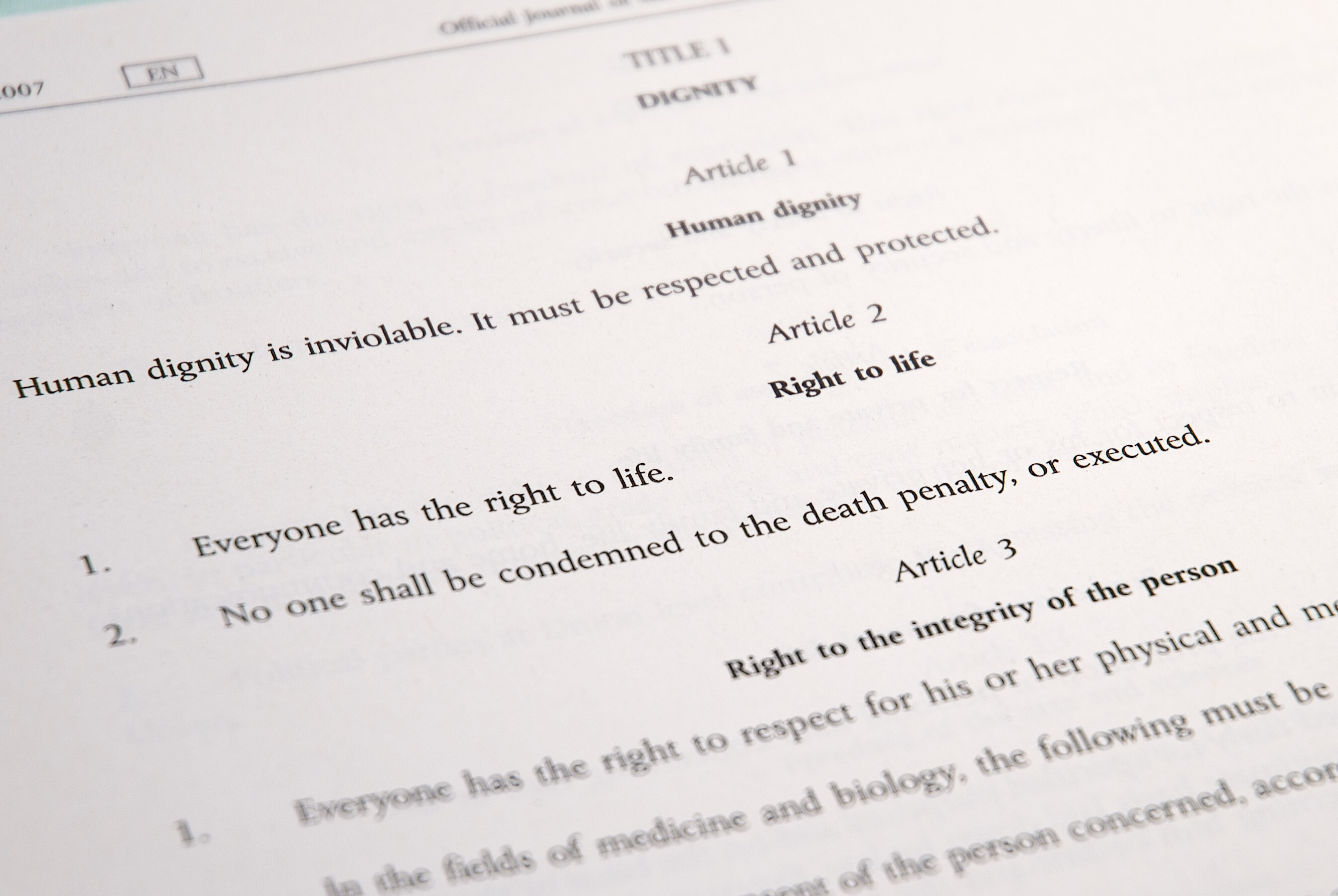
Một văn bản pháp lý có quy định về quyền sống

Quyền sống hay quyền được sống hay quyền sinh sống, quyền sống còn là thuật ngữ mô tả về một sự tin tưởng rằng con người hoàn toàn được quyền có điều kiện và các yếu tố cần thiết để sinh sống và không bị giết bởi một chủ thể khác (con người, nhà nước, các tổ chức....) về các vấn đề nạo phá thai, án tử hình, cái chết nhân đạo, giết người để tự vệ và chiến tranh. Quyền sống là một trong những nội dung quan trọng của Nhân quyền.
Quyền sống đầu tiên chính thức được đề cập trong Điều 3 Tuyên ngôn Quốc tế Nhân quyền (UDHR). Điều này gắn kết quyền sống với các khía cạnh có liên quan khác thành một quyền gọi là quyền sống, tự do và an ninh cá nhân. Sau đó được đề cập đến trong các Công ước về quyền dân sự và chính trị, Công ước về quyền trẻ em.... Trước đó, trong bản Tuyên ngôn độc lập năm 1776 của Mỹ cũng có khẳng định về quyền sống. Sau này, Chủ tịch Hồ Chí Minh có nhắc lại trong bản tuyên ngôn độc lập ngày 02 tháng 9 năm 1945 cho rằng: Mọi người sinh ra đề có quyền sống, quyền tự do và quyền mưu cầu hạnh phúc và đây là những quyền không ai có thể xâm phạm được. Sau đó, Chủ tịch cũng đề cập đến việc phát xít Nhật và thực dân Pháp, can thiệp Mỹ là những lực lượng đang vi phạm nhân quyền người Việt Nam.